# Hill station

Con hill station (dall’inglese, "stazione collinare" o "stazione di montagna") venivano designate, soprattutto in epoca coloniale, città situate a un'altitudine più elevata rispetto alla pianura o alla valle vicina. Il termine era utilizzato principalmente nell'Asia coloniale, ma anche in Africa (benché più raramente) per le città fondate dai dominatori coloniali europei, con lo scopo di dare sollievo dal calore estivo. Nel subcontinente indiano, solitamente la maggior parte delle stazioni di montagna erano situate a un'altitudine compresa tra i 1000 e i 2500 m. 

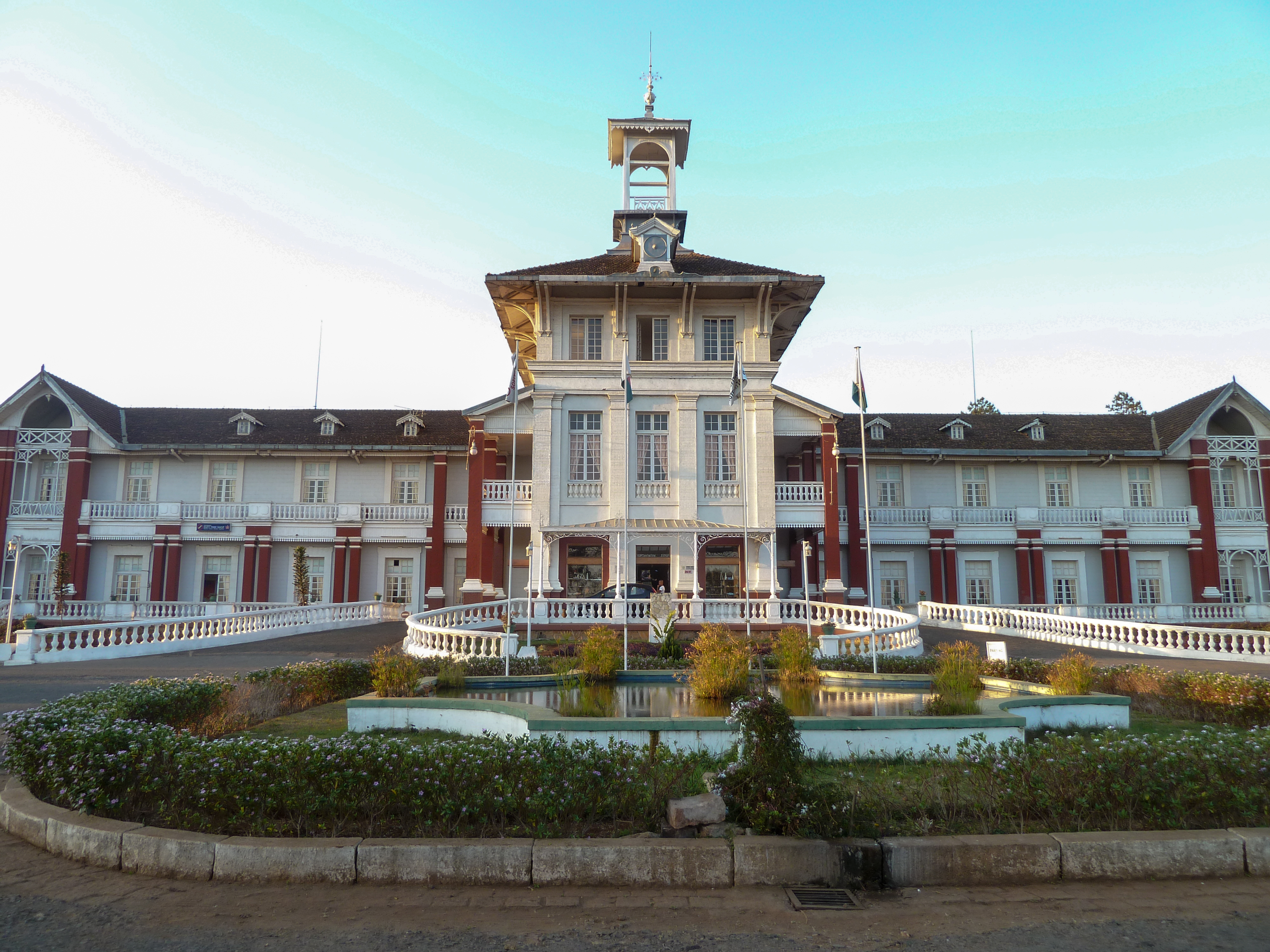
Antsirabe, Madagascar: Hotel delle Terme

## Principali stazioni di montagna

### In Africa
- Antsirabe (Madagascar)
- Ifrane (Marocco)
- Jos (Nigeria)

### In Asia

#### Bangladesh
- Bandarban
- Jaflong
- Khagrachari
- Maulvi Bazar
- Rangamati
- Sylhet

#### Birmania
- Pyin U Lwin
- Kalaw

#### Cambogia
- Bokor

#### Cina
- Guling
- Mount Mogan
- Jigongshan
- Kuliang

#### Hong Kong

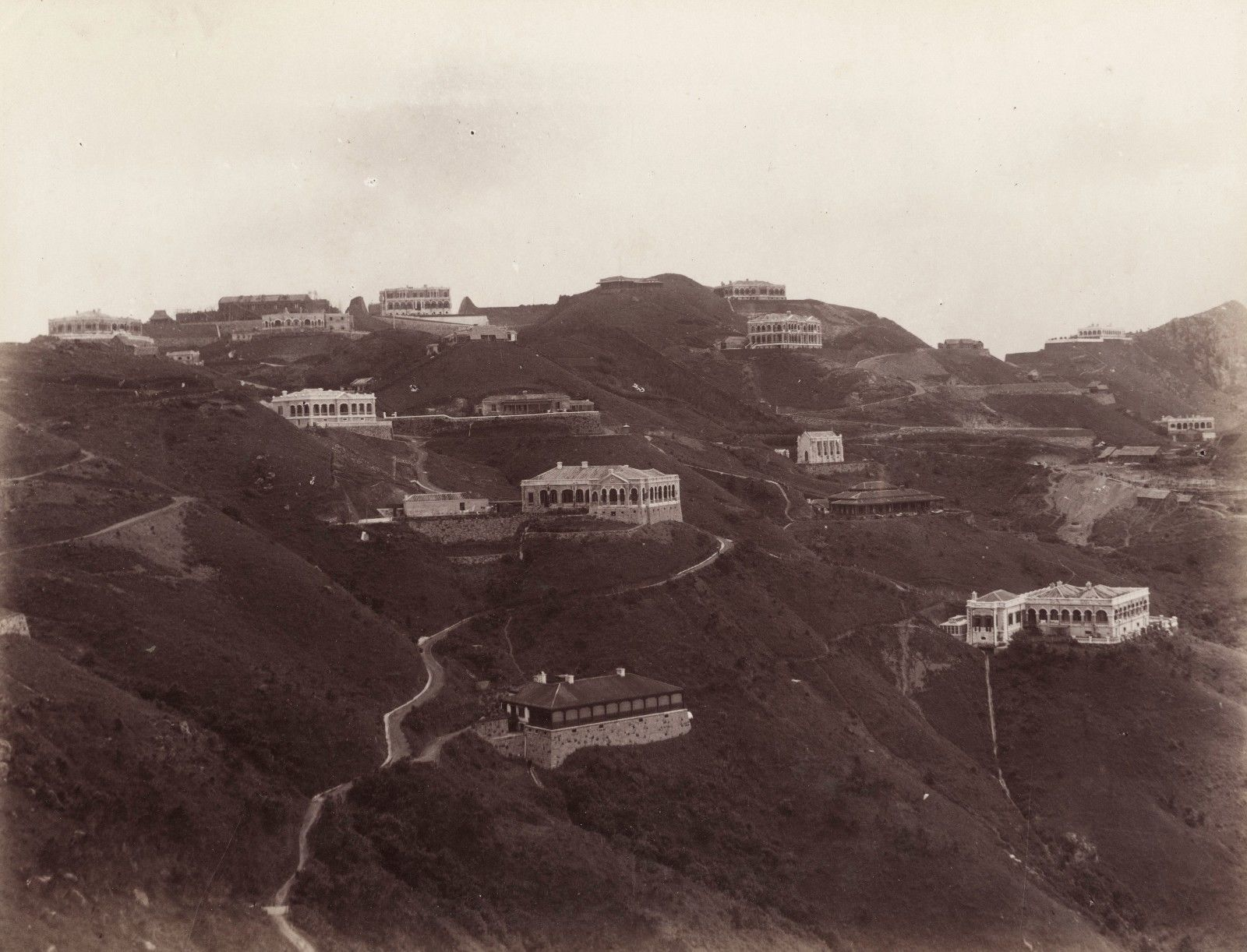
Hong Kong, lato est dell'îsola, di Lai Afong, c.1880

- Victoria Peak

#### India
In India vi erano centinaia di stazioni di montagna, di cui le più note sono:
- Araku Valley, Andhra Pradesh
- Chirmiri, Chhattisgarh
- Dalhousie
- Dhanaulti
- Darjeeling, Bengale-Occidental
- Pachmarhi
- Gangtok
- Gulmarg
- Jorhat
- Kangra
- Khajjiar
- Kodaikanal
- Lonavala - Khandala
- Mahabaleshwar
- Matheran
- Manipal
- Manali
- Mont Abu
- Munnar
- Mussoorie
- Nainital
- Ootacamund ('Ooty')
- Rishikesh
- Shimla

#### Indonesia
- Garut a Giava Occidentale
- Puncak a Giava Occidentale
- Batu a Giava Orientale
- Kaliurang a Giava Centrale
- Sukabumi a Giava Orientale
- Munduk a Bali
- Bedugul a Bali

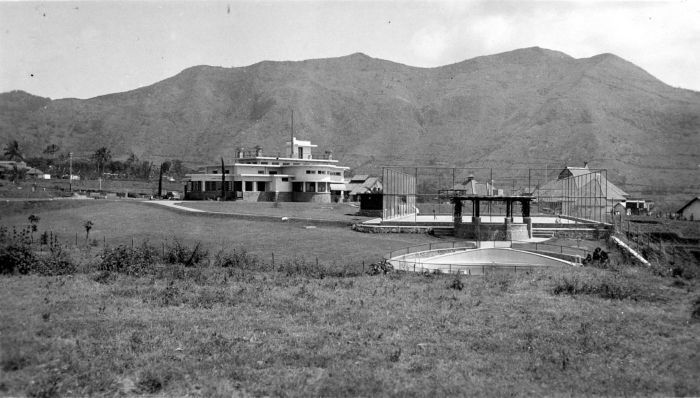
Villa moderna a Batu (Giava), negli anni 1930

- Berastagi a Sumatra Settentrionale

#### Iraq
- Shaqlawa
- Amadiya
- Rawanduz
- Sulaymaniyya
- Batifa

#### Malesia
- Cameron Highlands
- Fraser's Hill
- Genting Highlands (fondata dopo l'indipendenza)
- Maxwell Hill
- Penang Hill

#### Nepal

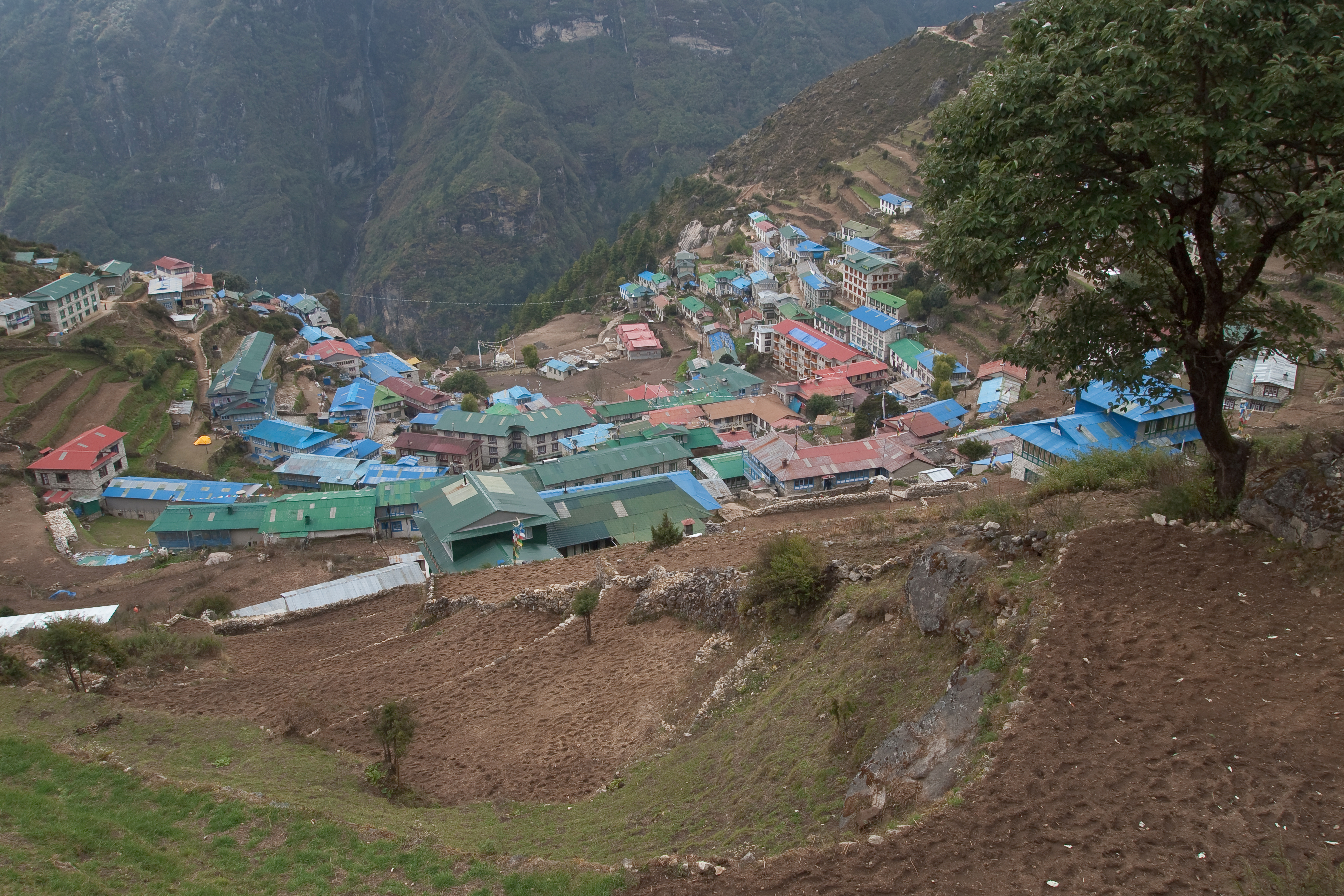
Villaggio di Namche Bazaar in Nepal

- Pokhara
- Namche Bazar
- Bandipur
- Dhulikhel
- Tansen
- Nagarkot
- Gorkha Bazaar
- Daman
- Dharan
- Dhankuta
- Illam
- Lumle
- Kaande
- Sarangkot
- Baglung
- Jomsom
- Dingboche
- Kunde
- Khumjung
- Lukla
- Namche Bazaar
- Tengboche
- Phortse
- Bhimeshwar
- Besisahar
- Sandhikharka
- Tamghas
- Jomsom
- Thame
- Pangboche
- Phakding
- Simikot
- Dunai

#### Pakistan
- Khyber Pakhtunkhwa:
  - Abbottabad, Behrain, Galyat, Kalam Valley, Malam Jabba, Nathia Gali, Patriata, Shogran, kaghan valley, Chitral
- Punjab :
  - Bhurban, Charra Pani, Murri, Patriata
  - Fort Munro, Dera Ghazi Khan
- Sindh :
  - Gorakh Hill
- Balochistan:
  - Ziarat
- Gilgit Baltistan :
  - Hunza Valley, Skardu, Astore Valley, Gilgit, Khaplu Valley
- Bado Hill Station

#### Filippine
- Baguio

#### Sri Lanka
- Nuwara Eliya

#### Siria
- Bloudan
- Masyaf
- Qadmus
- Zabadani
- Madaya

#### Vietnam
- Da Lat
- Sa Pa
- Tam Đảo
- Bà Nà Hills
- Bạch Mã

### Europa
- Platres (Cipro)
- Ankara (Turchia)

### Oceania
- Mount Macedon (Australia)